# Rangjung Dorje
| Tibetische Bezeichnung                     |
| ------------------------------------------ |
| Tibetische Schrift: རང་འབྱུང་རྡོ་རྗེ་            |
| Wylie-Transliteration: rang 'byung rdo rje |
| Chinesische Bezeichnung                    |
| Vereinfacht: 让炯多杰                      |

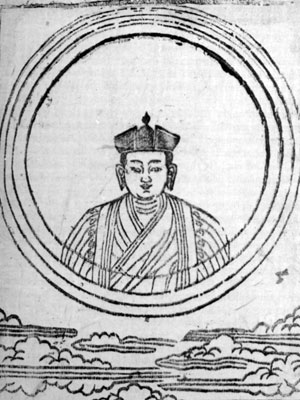
Der 3. Karmapa

Rangjung Dorje (tib.: rang byung rdo rje; geb. 1284 in Tsang; gest. 1339) war der 3. Karmapa der Karma-Kagyü-Schule des tibetischen Buddhismus. Er wurde ein Jahr nach dem Tod seines Vorgängers Karma Pakshi geboren.

## Biographie
Rangjung Dorje war Sohn einer Familie von Nyingma-Praktizierenden. Er erklärte im Alter von drei Jahren, er sei der Karmapa. Im Alter von fünf Jahren wurde er zu Orgyenpa Rinchen Pel (tib.: o rgyan pa rin chen dpal; 1230–1312), dem damaligen höchsten Lama der Karma-Kagyü gebracht, dem diese Begegnung schon in einem Traum erschienen war. Er übergab ihm die schwarze Vajra-Krone und die Besitztümer seines Vorgängers. Rangjung Dorje wuchs in Tshurphu auf und erhielt die Belehrungen der Kagyü und der Nyingma. Mit 18 Jahren (1301) erhielt er die Novizengelübde. Nach einem Retreat am Fuße des Mount Everest erweiterte er seine Studien in einem Kloster der Kadampas und erhielt die volle Ordination.
Mit 35 Jahren (1318) erhielt er Belehrungen über das Kalachakra-Tantra. Er führte eine überarbeitete Version des Tshurphu-Kalenders (s. a. Tibetischer Kalender) ein und studierte auch die tibetische Medizin, die teilweise auch mit der tibetischen Astrologie zusammenhängt.

## Schüler und Lehrer von Longchenpa
Karmapa Rangjung Dorje war neben seiner großen Bedeutung als Linienhalter der Karma-Kagyü-Schule auch ein „Schatzfinder“ der von Guru Rinpoche und seinen engsten Schülern im 9. Jahrhundert verborgenen Lehren. Er war überdies Schüler des Nyingma-Meisters Rigdzin Kumaradza Shönnu Gyelpo (tib.: rig 'dzin ku ma ra dza gzhon nu rgyal po; 1266–1343) und traf später den Nyingma-Gelehrten Longchenpa, der ihm einige Dzogchen-Lehren der Nyingma-Schule übermittelte. Im Gegenzug übertrug Rangjung Dorje wichtige Tantras der „Neuen Übersetzungen“ an Longchenpa. Die Dzogchen-Übertragung aus dieser Zeit ist in der Kagyü-Schule als „Karma-Nyingthig“ (tib.: kar ma snying thig; Herzessenz der Karma-Schule) bekannt. Aufgrund der für die Karma-Kagyü-Schule typischen Konzentration auf die Übertragung des Mahamudra (Großes Siegel), wird die Übertragung von Dzogchen-Lehren zurückhaltender gewährt als in den Nyingma-Schulen.

## Politische Aktivität
In politischer Hinsicht hielt sich Karmapa Rangjung Dorje im November 1332 zur Weihe des damaligen Kronprinzen El Tegüs (zweiter Sohn Toqa Timurs) am Mongolenhof auf. Im Sommer 1337 erhielt er bei einem erneuten Hofaufenthalt den Titel „Abhiseka-Staatslehrer“ und ein Jadesiegel. Gleichzeitig führte er angesichts der Dürre Regenrituale aus (etwas übereifrig, es gab 1337 verheerende Regenfälle) und prophezeite ein Erdbeben, welches sich im Folgemonat (September 1337) tatsächlich ereignete.

Ferner ließ er 1328 eine Eisenbrücke über einen Grenzfluss namens Sog-chu (Su-shui) bauen.
Der 3. Gyalwa Karmapa gründete viele Klöster in China und Tibet.
Rangjung Dorje starb im Alter von 55 Jahren in China.

## Linie
Unter seinen Schülern waren Khedrub Dragpa Sengge (der 1. Shamarpa), Yagde Penchen (tib.: g.yag sde pan chen; 1299–1378; Sakya), Yungtön Dorje Pelba (tib.: g.yung ston rdo rje dpal ba; 1284–1365) und viele andere. Yungtön Dorje Pelba wurde nächster Haupt-Linienhalter der Karma-Kagyü.